# Stronsay
Stronsay is een eiland van 32,7 km² en maakt deel uit van de Orkney-eilanden. Het eiland ligt ongeveer 20 kilometer ten noordoosten van de plaats Kirkwall op het Mainland. Er wonen ongeveer 350 mensen.
In het midden van de 19e eeuw was het eiland bewoond door meer dan 5000 inwoners, voornamelijk werkzaam in de visserij en haringvangst.
Vlak bij Stronsay ligt Papa Stronsay, een heel klein eiland van 74 ha.